# David C. Jones
David Charles Jones, född 9 juli 1921 i Aberdeen, South Dakota, död 10 augusti 2013 i Potomac Falls, Virginia, var en fyrstjärning general i USA:s flygvapen. 
Jones var USA:s flygvapenstabschef från 1974 till 1978 och USA:s försvarschef från 1978 till 1982.